# Sahara (album)
Sahara is het debuutalbum van de Israëlische metalband Orphaned Land, uitgebracht in 1994 door Holy Records. Het werd in 2002 heruitgebracht.

## Track listing
1. "The Sahara's Storm" – 7:59
2. "Blessed Be Thy Hate" – 9:25
3. "Ornaments of Gold" – 7:08
4. "Aldiar Al Mukadisa" – 2:57
5. "Seasons Unite" – 8:30
6. "The Beloved's Cry" – 4:33
7. "My Requiem" – 8:27
8. "Orphaned Land - The Storm Still Rages Inside..." – 9:10

## Band
- Kobi Farhi - zanger
- Yossi Sasi - gitarist
- Matti Svatitzki - gitarist
- Uri Zelcha - bassist
- Itzik Levi - toetsenist
- Sami Bachar - drummer